# Пойманный в раю
«Пойманный в раю» (англ. Trapped In Paradise) — американский кинофильм 1994 года.

## Сюжет
Билл давно завязал с криминальным прошлым. Теперь он управляющий рестораном в Нью-Йорке. Но два его братца выходят на свободу и втягивают его в новое дело. Их целью становится банк в маленьком городке в Пенсильвании. Ограбить его оказалось чрезвычайно просто. Но вот выбраться с похищенными деньгами из городка в канун Рождества — задача невыполнимая.

## В ролях
- Николас Кейдж — Билл Фирпо
- Джон Ловитц — Дэйв Фирпо
- Дана Кэрви — Элвин Фирпо
- Мэдхен Амик — Сара Коллинс
- Флоренс Стэнли — Эдна «Ма» Фирпо